# Szerdahelyi István (eszperantista)
Szerdahelyi István Ágoston (Avasfelsőfalu, 1924. augusztus 30. – Budapest, 1987. augusztus 21.) eszperantista, tanár és nyelvész. Az eszperantista mozgalom egyik kiváló képviselője.

## Élete, munkássága
Román középiskolában végzett, ahol francia nyelvet is tanult. Érettségi után a kolozsvári egyetemen jogi tanulmányokat folytatott. A második világháború alatt meg kellett szakítani tanulmányait, mert besorozták katonának, két évre szovjet hadifogságba került. Budapesten telepedett le, itt fejezte be jogi tanulmányait, 1951-ben orosz nyelv- és irodalomszakos diplomát is szerzett. 1950-től orosz, 1963-tól eszperantó nyelvkönyveket írt.
Bárczi Géza segítette hozzá, hogy az Eötvös Loránd Tudományegyetemen 1966-ban megszervezze az eszperantó nyelv oktatását. Először óraadóként, majd adjunktusi, docensi beosztásban működött. Számos eszperantó nyelvkönyvet adott közre középiskolások, egyetemisták és minden eszperantó nyelvet tanulni vágyó számára. Vállalta a magyar-eszperantó szótár szerkesztését. Hazai és nemzetközi eszperantó társaságokban fejtett ki elméleti, módszertani és szervezői tevékenységet.

## Emlékezete

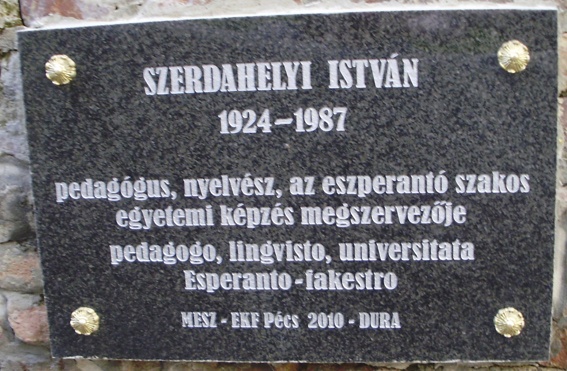
Emléktáblája a pécsi Eszperantó Parkban (2010)

- 2010. május 24-én a pécsi Eszperantó Parkban avatták fel kétnyelvű (magyar-eszperantó) emléktábláját.

## Művei (válogatás)
- Gvidlibro por supera ekzameno / red. Alfonz Pechan ; [kunlaborantoj Julio Baghy, Stefano Szerdahelyi]. Budapest : [Hungara Esperanto-Asocio], 1964. 79 p
- Lingvistiko : Enkonduko en la Esperantologion : Skizo / lau la prelegoj de István Szerdahelyi kompilis György Ferencz. Budapest, 1967.
- Bábeltől a világnyelvig /Szerdahelyi István. Budapest : Gondolat, 1977. 414 p.
- Kevés szóval eszperantóul = Esperanto simpla kaj praktika / Szerdahelyi István. Budapest : Tankvk., 1987. 167 p. ill.
- Magyar - eszperantó kéziszótár = Hungara - esperanta meza vortaro / Szerdahelyi István, Koutny Ilona ; területszerk. Haszpra Ottó, Wacha Balázs. Budapest : Magyarországi Eszperantó Szövetség, 1996. 835 p. ISBN 963-571-459-9 (posztumusz kiad.)[1]

## Társasági tagság
- Egyetemes Eszperantó Szövetség (UEA) tagja (1983-87.)
- Magyar Eszperantó Szövetség (MESZ) (választmányi tag; 1986-87. alelnök)
- Eszperantó Akadémia tagja (1985-87.)
- Eszperantó Tanárok Nemzetközi Szövetsége (elnök; 1985-87.)